# Station Nakatsu
Station Nakatsu (中津駅, Nakatsu-eki) is een metrostation in de wijk Kita-ku in de Japanse stad Osaka. Het wordt aangedaan door de Midosuji-lijn. Het station dient niet verward te worden met het gelijknamige station dat ten zuidwesten van het metrostation ligt. Het station heeft één eilandperron.

## Treindienst

### Metro van Osaka(stationsnummer M15)
| 1 | ■Midosuji-lijn | richting Umeda, Namba, Tennōji en Nakamozu |
| 2 | ■Midosuji-lijn | richting Shin-Osaka en Esaka               |

## Geschiedenis
Het station werd in 1964 geopend.

## Overig openbaar vervoer
Bussen 34 en 57

## Stationsomgeving
- Het centrale park van Nakatsu
- Politiebureau Ōyodo
- Toyozaki-park
- Pias Tower
- Autoweg 176
- Ramada Hotel Osaka
- 7-Eleven
- FamilyMart
- AM/PM
- Hotel Coms Osaka
- Applause Tower
  - Winkelcentrum Chayamachi
  - Umeda-Theater